# ヴァイオリン協奏曲第22番 (ヴィオッティ)
ジョヴァンニ・バッティスタ・ヴィオッティの《ヴァイオリン協奏曲第22番イ短調》G97,Wl-22は1795年、あるいは1797-98年にロンドンで作曲されたヴァイオリンと管弦楽のための協奏曲。
作者のヴァイオリン作品の代表作の一つで今日演奏される最も有名なもの。三楽章構成で、ヴァイオリンの演奏技巧を発揮させながら、技巧に流れない中間楽章も含む。
全体的にイタリア風な旋律の美しさによって、独奏ヴァイオリンを十二分に活躍させるとともに、ハイドン・サイズのオーケストラを用いる事によって、従来独奏に対して従属的な地位にあった伴奏をそれと同位に引き上げようとしており、近代協奏曲への先がけが見える。
ブラームスやヨアヒムはこの曲の賛美者である。
ブラームス自身はベートーヴェンのコンチェルトよりもこの曲を好み、ヨアヒムのヴァイオリンと彼のピアノで何回も合奏を楽しんでは、その度に感激していたという。またベートーヴェンもヴィオッティの作品はよく知っており、影響を受けたといわれている。

## 楽器編成
独奏ヴァイオリン、フルート1、オーボエ2、クラリネット2、ファゴット2、ホルン2、トランペット2、ティンパニ、弦楽五部

## 作品の内容
- 第1楽章 Moderato イ短調

古典的なソナタ形式。4分の4拍子。
冒頭のTuttiでイ短調主和音を提示し、愁愛に満ちた第一主題が始まる。イ長調の新しいテーマを出した後、優雅な第二主題をホ長調で歌う。次に、改めて独奏ヴァイオリンが第一主題を弾くが既に変奏されており、小結尾は長3度下のハ長調に急激に転調し、展開部に入る。16分音符にトリルをつけた華やかな装飾で第二主題を再現する。再現部の第一主題はオーケストラに現れ、ソロがそれを装飾する。イ長調の主題も歌われるが、第二主題はもはや再現されず、カデンツァに入る。全体的に移弦の技術も効果的で、largamenteの表示通り鷹揚に演奏される。短いコーダで、短調のまま閉じられる。
なおカデンツァはヨアヒムやイザイのものが有名。また、クライスラーやヴィエニャフスキも残している。演奏者が自作のカデンツァを弾くことも多い。
- 第2楽章 Adagio ホ長調

3部形式。2分の2拍子。落ち着いた緩徐楽章。
第一ヴァイオリンが静かに第一主題を出し、ソロが変奏しながらロ長調に移っていく。中間部は短く、オーケストラがホ短調の楽句を奏し、やがて再現部になるが、ホ長調の第一主題はソロに受け持たれる。
非常に通りがよく美しい楽章であるので、(本来中間楽章にはつけない慣例を破って)やはりヨアヒムがカデンツァを遺している。
- 第3楽章 Agitato assai イ短調

ロンド形式。4分の2拍子。急速な終楽章。
ロンドの終曲である。魅力的なロンド主題がソロに提示され、オケのTuttiが続く。新しい旋律がやはりイ短調で美しく歌われたあと、ロンド主題から派生した副主題がハ長調で現れ、長い経過句に入る。
やがてロンド主題の再現となり、副主題にもロ短調で現れたあと走句がやってくる。次にオーケストラがロンド主題を再現し、伴奏を伴う短いカデンツァの後、ソロが主題を再現し、トゥッティによるコーダで短調のまま閉じられる。
高音域と移弦のテクニックを披露する。